# Makilingia banahaoensis
Makilingia banahaoensis är en insektsart som beskrevs av Baker 1924. Makilingia banahaoensis ingår i släktet Makilingia och familjen dvärgstritar. Utöver nominatformen finns också underarten M. b. montalbanensis.